# Frankfurti metró
A frankfurti metró (német nyelven: U-Bahn Frankfurt) Frankfurt földalattivasút-rendszere. A hálózatot a Verkehrsgesellschaft Frankfurt üzemelteti. Az első vonal 1968. október 4-én nyílt meg. Napjainkban a hálózat 9 vonalból áll, melyek teljes hosszúsága 64,9 km és 86 állomás található rajta. 2012-ben a frankfurti metrót összesen 117,5 millió utas vette igénybe.

## Jelenlegi járatok
A jelenlegi kilenc vonal:
| U1 | Ginnheim – Römerstadt – Nordwestzentrum – Hauptwache – Willy-Brandt-Platz – Südbahnhof                                                                   |
| U2 | Bad Homburg-Gonzenheim – Ober-Eschbach – Nieder-Eschbach – Bonames – Hauptwache – Willy-Brandt-Platz – Südbahnhof                                        |
| U3 | Oberursel-Hohemark – Oberursel – Niederursel – Hauptwache – Willy-Brandt-Platz – Südbahnhof                                                              |
| U4 | Enkheim – Schäfflestraße – Seckbacher Landstraße – Bornheim – Konstablerwache – Willy-Brandt-Platz – Hauptbahnhof – Festhalle/Messe – Bockenheimer Warte |
| U5 | Preungesheim – Eckenheim – Hauptfriedhof – Konstablerwache – Willy-Brandt-Platz – Hauptbahnhof                                                           |
| U6 | Hausen – Bockenheimer Warte – Hauptwache – Konstablerwache – Ostbahnhof                                                                                  |
| U7 | Heerstraße – Bockenheimer Warte – Hauptwache – Konstablerwache – Eissporthalle – Hessen-Center – Enkheim                                                 |
| U7 | Riedberg – Niederursel – Hauptwache – Willy-Brandt-Platz – Südbahnhof                                                                                    |
| U7 | Nieder-Eschbach – Riedberg – Niederursel – Nordwestzentrum – Römerstadt – Ginnheim                                                                       |